# Мард, Малена
Малена Мард (швед. Malena Mård; род. 1969) — шведский дипломат, посол Швеции в России с 2019 года.

## Биография
Малена Мард родилась в 1969 году в Швеции. Окончила Уппсальский университет со степенью магистра по бизнес-администрированию и экономике. С 1994 года на службе в Министерстве иностранных дел Швеции.
В 1995—1998 годах работала в Генеральном консульстве Швеции в Санкт-Петербурге. Затем работала в Бангладеш в посольстве Швеции. Вернувшись на родину, с 1999 по 2003 год работала в Департаменте Восточной Европы и Центральной Азии МИД Швеции в должности первого секретаря. В 2003—2004 годах работала в Брюсселе в Постоянном представительстве Швеции при ЕС, была членом рабочей группы ЕС по Восточной Европе и Центральной Азии. Затем вновь работала в Швеции в Департаменте Восточной Европы и Центральной Азии: в 2005 году — в должности заместителя директора и начальника отдела России/Центральной Азии, а с 2009 по 2013 год — в должности директора Департамента.
С 2013 по 2017 год работала в Азербайджане, где возглавляла Представительство ЕС. В 2017—2019 годах работала в Стокгольме в МИД Швеции в должности генерального инспектора.
В сентябре 2019 года стала Чрезвычайным и полномочным послом Швеции в России, сменив на этой должности Петера Эриксона.

## Семья
Малена Мард замужем, у неё двое сыновей.